# Ryotaro Meshino
Ryotaro Meshino (født 18. juni 1998) er en japansk fodboldspiller, som spiller for den japanske fodboldklub Gamba Osaka.